# Anopheles lewisi
Anopheles lewisi este o specie de țânțari din genul Anopheles, descrisă de Frank Ludlow în anul 1920. Conform Catalogue of Life specia Anopheles lewisi nu are subspecii cunoscute.